# Holštýnská brána
Holštýnská brána (dolnoněmecky a německy Holstentor) je městská brána tvořící západní hranici historického centra hanzovního města Lübeck. Stavba postavená ve stylu cihlové gotiky byla postavena v roce 1464. Je jedním z pozůstatků středověkého městského opevnění Lübecku a jednou ze dvou dochovaných městských bran (druhou je Burgtor). Brána je známá pro své typické kruhové věže a klenutý vchod a je považován za symbol města. Spolu s historickým centrem města (Altstadt) Lübecku je od roku 1987 na seznamu světového dědictví UNESCO.

## Popis

Holštýnská brána z pohledu z města

Holštýnská brána se skládá z jižní a severní věže a centrální budovy. Má čtyři patra, v přízemí centrálního budovy se pak nachází samotný průchod branou. Dvě věže a centrální blok působí při pohledu z města jako jedna stavba, zatímco z druhé strany lze tyto tři celky jednoznačně odlišit. Na vnější straně tvoří obě věže půlkruhové výstupky, které v nejširším místě sahají až 3,5 metru před fasádu centrální stavby. Věže mají kónické střechy, centrální blok má fronton.
Průjezd míval na vnější straně dvě padací mříže, které se ovšem nedochovaly. Současná padací mříž byla na své místo nainstalována až v roce 1934 a neodpovídá původní mříži. V bráně se původně nacházel tzv. varhanní mechanismus, kdy se železné tyče spouštěly jednotlivě, nikoliv jako celek. To umožňovalo spustit všechny tyče mříže kromě několika a tím umožnit průchod vlastním vojákům, nebo zúžením průjezdu s minimálním úsilím zabránit vniknutí nepřátelské jízdy nebo bojových vozů.